# Johannes Künzel (Sänger)
Johannes Künzel (* 10. Dezember 1931 in Steinach; † 22. Juni 2008 in Halle (Saale)) war ein deutscher Lied- und Oratoriensänger (Bassbariton) und Gesangspädagoge.

## Leben
Künzel studierte zunächst ab 1951 Theologie an der Friedrich-Schiller-Universität Jena, wo Karl Heussi, Rudolf Meyer und Hanna Jursch zu seinen Lehrern gehörten. In den 1950er Jahren wurde er von Gerhard Unger im Jenaer Bachchor als Sänger entdeckt. Nach bestandener Aufnahmeprüfung absolvierte er von 1953 bis 1957 ein Gesangsstudium bei Kurt Wichmann und Charlotte Weiland an der Hochschule für Musik Franz Liszt Weimar.
Als Sänger trat er u. a. bei den Bach-, Schütz-, Händel-, Telemann- und Schumann-Festen der DDR auf. Schließlich wurde er zum Kammersänger ernannt.
Im Jahr 1964 begann er seine Arbeit an der Martin-Luther-Universität Halle-Wittenberg. Außerdem war er am Institut für Musikerziehung der Humboldt-Universität Berlin, der Evangelischen Hochschule für Kirchenmusik Halle und der Weimarer Musikhochschule tätig. Anfang der 1990er Jahre wurde er Dozent und 1994 Professor für Künstlerischen Sologesang. Von 1991 bis 1995 war er Direktor des Instituts für Musikpädagogik am Fachbereich Kunst- und Altertumswissenschaften. Nach der Emeritierung 1997 war er für zwei Jahre erster Vorsitzender des Fördervereins pro musica e.V., später dann Ehrenmitglied.
Künzel war verheiratet und Vater eines Sohnes.

## Auszeichnungen
- 1956: Preisträger beim Fest Junger Künstler in Karl-Marx-Stadt[2]
- 1987: Händelpreis des Bezirkes Halle[4]